# Strange Brigade
Strange Brigade — компьютерная игра в жанре кооперативного шутера от третьего лица, разработанная и выпущенная британской компанией Rebellion Developments для Microsoft Windows, PlayStation 4 и Xbox One в 2018 году.
Действия Strange Brigade происходят в Египте в 1930-х годах. Погребённая ведьма-царица Сетеки вернулась с того света, а в месте с ней и армия мумий. Остановить эту орду отважилось четырём отважным героям — Странной бригаде. Основная кампания игры состоит из девяти миссий, в каждой из которых игровые персонажи должны высадиться с дирижабля и найти цель задания, расстреливая врагов. Игрок управляет одним из четверых героев в отряде; его спутниками могут управлять друзья или случайно подобранные игроки по сети. При игре в одиночном режиме спутники отсутствуют. Присутствующие на уровнях ловушки наподобие циркулярных пил или огненных плит позволяют уничтожать целые группы врагов, заманив их в нужное место. Все уровни Strange Brigade, кроме финального, насыщены головоломками — так, игрокам может быть предложено вставать на пьедесталы в определённом порядке или найти код от двери. Специальный режим «Орды» предлагает игроку обороняться от полчищ противников на ограниченной площадке, зарабатывая внутриигровую валюту и покупая на неё более мощное оружие.

## Отзывы
| Сводный рейтинг       | Сводный рейтинг                         |
| Агрегатор             | Оценка                                  |
| --------------------- | --------------------------------------- |
| GameRankings          | - 75,06 % (XONE) - 74,00 % (PS4)        |
| Metacritic            | 68/100 (Win) 73/100 (PS4) 75/100 (Xone) |
| «Критиканство»        | 69/100                                  |
| Иноязычные издания    |                                         |
| Издание               | Оценка                                  |
| GamesRadar+           | 3/5                                     |
| IGN                   | 7,5/10                                  |
| Русскоязычные издания |                                         |
| Издание               | Оценка                                  |
| 3DNews                | 5,0/10                                  |
| Riot Pixels           | 56 %                                    |
| «Игры Mail.ru»        | 6,5/10                                  |